# دانشنامه استروناتیکا
دانشنامه استروناتیکا (انگلیسی: Encyclopedia Astronautica) یک وبگاه مرجع در زمینهٔ اکتشاف فضایی است. این وبگاه که فهرستی جامع از وسایل نقلیه، فناوری، فضانوردان و پروازها است، حاوی اطلاعاتی از بیشتر کشورهایی است که دارای یک برنامهٔ تحقیقات موشکی فعال بوده‌اند.
این وبگاه که در سال ۱۹۹۴ بنیان‌گذاری شده‌است، در بیشتر دوران وجود خود توسط مارک وید، نویسندهٔ علاقه‌مند به فضا مدیریت می‌شده است. وید بیشتر طول عمر خود را به جمع‌آوری این دست از اطلاعات مشغول بوده است. این وبگاه بین سال‌های ۱۹۹۶ و ۲۰۰۰ توسط فرندز اند پارتنرز این اسپیس میزبانی می‌شد. این وبگاه دیگر نگهداری یا به‌روزرسانی نمی‌شود.